# Cantó de Ploubalay
El cantó de Ploubalay (bretó Kanton Plouvalae) és una divisió administrativa francesa situat al departament de Costes del Nord a la regió de Bretanya.

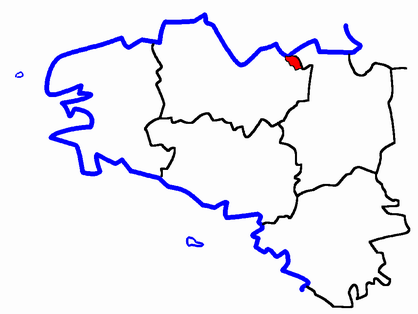
Situació del cantó

## Composició
El cantó aplega 9 comunes :
| Nom bretó         | Nom francès           | Nom gal·ló |
| Lanseeg           | Lancieux              | Lansioec   |
| Langorlae         | Langrolay-sur-Rance   | ---        |
| Plelin-Tregavoù   | Pleslin-Trigavou      | ---        |
| Ar Genkiz-Yuzhael | Plessix-Balisson      | ---        |
| Plouvalae         | Ploubalay             | ---        |
| Sant-Yagu-an-Enez | Saint-Jacut-de-la-Mer | ---        |
| Tregon-Poudour    | Trégon                | ---        |
| Tremereg          | Tréméreuc             | ---        |

## Història
| Data d'elecció                           | Identitat        | Partit | Qualitat |
| ---------------------------------------- | ---------------- | ------ | -------- |
| 2004-                                    | Charles Josselin | PS     |          |
| les dades anteriors no són pas conegudes |                  |        |          |
|                                          |                  |        |          |